# Parachordeumium bocqueti
Parachordeumium bocqueti – gatunek widłonoga z rodziny Chordeumiidae. Opisała go w 1979 roku francuska zoolog Françoise Goudey-Perrière, nadając mu nazwę Amphiurophilus bocqueti.